# Natalia Pablos
Natalia Teresa Pablos Sanchón (née le 15 octobre 1985), connue simplement sous le nom de Natalia, est une ancienne footballeuse espagnole qui a joué comme attaquante. Elle a passé la majeure partie de sa carrière de club à Rayo Vallecano et a été membre de l'équipe nationale féminine d'Espagne.
Elle est la détentrice du record de buts marqués avec le club espagnol de Rayo Vallecano, avec un total de 352 buts et l'ancienne du nombre de matchs avec 383 rencontres.

## Biographie

### Carrière en club
De l'année 2000 au 8 mars 2013, elle joue 324 matchs et marque 311 buts pour le club espagnol de Rayo Vallecano. Elle joue son dernier match pour le Rayo Vallecano à domicile en championnat contre l'Espanyol Barcelone et le match se termine sur un score de 1 à 4 pour l'équipe visiteuse, malgré la défaite Natalia Pablos marque le seul but de son équipe à la 55è minute en ayant été préalablement remerciée et acclamée à la mi-temps en tant que légende du club. Ce qui porte son total final à 325 matchs et 312 buts pour le club madrilène. Elle devient et reste encore aujourd'hui la meilleure buteuse de l'histoire du club et l'une des plus grandes buteuses d'un seul club du football féminin.
Début 2014, durant la saison 2013-2014, Natalia effectue un premier retour au club espagnol et marque 4 buts en 7 matchs de championnat.
Elle opère un deuxième retour au club de la capitale de 2016 à 2018, elle y finira d'ailleurs sa carrière à 33 ans. Elle joue 50 matchs et marque 36 buts en championnat et dispute 1 match de Coupe de la Reine, ce qui donne un total de 51 matchs et 36 buts durant cette période. Donc un total cette fois-ci définitif de 383 matchs et 352 buts pour le Rayo Vallecano, ce qui fait également d'elle à ce moment-là la détentrice du record absolu de matchs (aujourd'hui battu par Alicia Gómez, la gardienne et capitaine emblématique du club qui a disputé 387 matchs de 2005 à 2020).

### Carrière en équipe nationale
Avec les moins de 19 ans, elle participe au championnat d'Europe des moins de 19 ans en 2004. L'Espagne remporte le tournoi en battant l'Allemagne en finale. Ce sacre lui permet de disputer quelques mois plus tard la Coupe du monde des moins de 19 ans 2004 organisée en Thaïlande, qui voit l'Espagne ne pas dépasser le premier tour.
Natalia Pablos inscrit 13 buts en équipe d'Espagne A, dont 12 lors des éliminatoires du mondial 2015.
Elle inscrit son premier but en équipe nationale le 27 octobre 2013, contre l'équipe d'Estonie (victoire 6-0). Elle marque son deuxième but trois jours plus tard, contre l'Italie (victoire 2-0).
Le 23 février 2014, elle se met en évidence en inscrivant cinq buts face à la Macédoine (large victoire 12-0). Elle inscrit encore un but face à la Macédoine le 10 avril de la même année (victoire 0-10).
Le 8 mai 2014, elle inscrit un doublé face à l'Estonie (victoire 0-5). Puis, le 13 septembre de la même année, elle marque un nouveau doublé, face à la Roumanie (victoire 0-2). Son dernier but est inscrit le 21 septembre 2015, contre la Chine (victoire 1-2).
Avec la sélection espagnole, elle participe à la phase finale de la Coupe du monde 2015. L'Espagne ne parvient pas à dépasser le premier tour de ce mondial organisé au Canada.

## Palmarès

### En équipe nationale
- Vainqueur du championnat d'Europe des moins de 19 ans en 2004 avec l'équipe d'Espagne des moins de 19 ans

### En club
- Championne d'Espagne en 2009, 2010 et 2011 avec le Rayo Vallecano
- Vice-championne d'Espagne en 2008 avec le Rayo Vallecano
- Vainqueur de la Coupe d'Espagne en 2008 avec le Rayo Vallecano
- Finaliste de la Coupe d'Espagne en 2010 avec le Rayo Vallecano
- Vainqueur de la Coupe d'Angleterre en 2016 avec Arsenal
- Vainqueur de la Coupe de la Ligue anglaise en 2015 avec Arsenal

## Statistiques
| Saison                | Club                  | Championnat           | Championnat | Championnat | Coupe nationale | Coupe nationale | Coupe de la Ligue | Coupe de la Ligue | Compétition(s) continentale(s) | Compétition(s) continentale(s) | Compétition(s) continentale(s) | Total | Total |
| Saison                | Club                  | Division              | M.          | B.          | M.              | B.              | M.                | B.                | Comp.                          | M.                             | B.                             | M.    | B.    |
| 2001-2002             | Rayo Vallecano        | Segunda División      |             |             | -               | -               | -                 | -                 | -                              | -                              | -                              | 0     | 0     |
| 2002-2003             | Rayo Vallecano        | Segunda División      |             |             | -               | -               | -                 | -                 | -                              | -                              | -                              | 0     | 0     |
| 2003-2004             | Rayo Vallecano        | Superliga             | 6+          | 2+          | -               | -               | -                 | -                 | -                              | -                              | -                              | 6     | 2     |
| 2004-2005             | Rayo Vallecano        | Superliga             | 4           | 1           | 1+              | 0+              | -                 | -                 | -                              | -                              | -                              | 5     | 1     |
| 2005-2006             | Rayo Vallecano        | Superliga             | 19+         | 20+         | 4               | 3               | -                 | -                 | -                              | -                              | -                              | 23    | 23    |
| 2006-2007             | Rayo Vallecano        | Superliga             | 16+         | 18+         | 2               | 0               | -                 | -                 | -                              | -                              | -                              | 18    | 18    |
| 2007-2008             | Rayo Vallecano        | Superliga             | 20+         | 24          | 5               | 7               | -                 | -                 | -                              | -                              | -                              | 25    | 31    |
| 2008-2009             | Rayo Vallecano        | Superliga             | 25+         | 29          | 4               | 5               | -                 | -                 | -                              | -                              | -                              | 29    | 34    |
| 2009-2010             | Rayo Vallecano        | Superliga             | 20+         | 33          | 4               | 6               | -                 | -                 | WCL                            | 2                              | 1                              | 26    | 40    |
| 2010-2011             | Rayo Vallecano        | Superliga             | 21+         | 7+          | 1+              | 0+              | -                 | -                 | WCL                            | 4                              | 2                              | 26    | 9     |
| 2011-2012             | Rayo Vallecano        | Superliga             | 32          | 26          | 1               | 1               | -                 | -                 | WCL                            | 7                              | 5                              | 40    | 32    |
| 2012-2013             | Rayo Vallecano        | Superliga             | 23          | 21          | -               | -               | -                 | -                 | -                              | -                              | -                              | 23    | 21    |
| Sous-total            | Sous-total            | Sous-total            | 186         | 181         | 22              | 22              | -                 | -                 | -                              | 13                             | 8                              | 221   | 211   |
| Sous-total            | Sous-total            | Sous-total            | 186         | 206         | 22              | 22              | -                 | -                 | -                              | 13                             | 8                              | 221   | 236   |
| 2013                  | Bristol City          | FAWSL                 | 14          | 8           | 0               | 0               | 2                 | 0                 | -                              | -                              | -                              | 16    | 8     |
| 2014                  | Bristol City          | FAWSL                 | 13          | 4           | 1               | 1               | 5                 | 5                 | WCL                            | 4                              | 2                              | 23    | 12    |
| Sous-total            | Sous-total            | Sous-total            | 27          | 12          | 1               | 1               | 7                 | 5                 | -                              | 4                              | 2                              | 39    | 20    |
| 2013-2014             | Rayo Vallecano        | Superliga             | 7           | 4           | -               | -               | -                 | -                 | -                              | -                              | -                              | 7     | 4     |
| Sous-total            | Sous-total            | Sous-total            | 7           | 4           | -               | -               | -                 | -                 | -                              | -                              | -                              | 7     | 4     |
| 2015                  | Arsenal LFC           | FAWSL                 | 13          | 7           | 2               | 1               | 6                 | 3                 | -                              | -                              | -                              | 21    | 11    |
| 2016                  | Arsenal LFC           | FAWSL                 | 11          | 4           | 3               | 2               | 3                 | 0                 | -                              | -                              | -                              | 17    | 6     |
| Sous-total            | Sous-total            | Sous-total            | 24          | 11          | 5               | 3               | 9                 | 3                 | -                              | -                              | -                              | 38    | 17    |
| 2016-2017             | Rayo Vallecano        | Superliga             | 21          | 21          | 1               | 2               | -                 | -                 | -                              | -                              | -                              | 22    | 23    |
| 2017-2018             | Rayo Vallecano        | Superliga             | 29          | 15          | -               | -               | -                 | -                 | -                              | -                              | -                              | 29    | 15    |
| Sous-total            | Sous-total            | Sous-total            | 50          | 36          | 1               | 2               | -                 | -                 | -                              | -                              | -                              | 51    | 38    |
| Total sur la carrière | Total sur la carrière | Total sur la carrière | 292         | 269         | 29              | 28              | 16                | 8                 | -                              | 17                             | 10                             | 354   | 315   |

- 11 matchs inconnus en 2004-05. (J 2,4,5,6,9,12,15,17,18,24,25)
- 10 matchs inconnus dans le groupe C de la première phase en 2009-10 (J ?)
- 5 matchs inconnus dans le groupe C de la première phase en 2010-11 (J 3,10)
- La saison 2013-2014 devrait se situer entre les saisons 2013 et 2014 car elle a joué les matchs pour le club espagnol début 2014 alors que pour Bristol, elle les a joué plus tard dans l'année. Mais dans un souci de visibilité il est préférable de laisser les 2 saisons pour Bristol ensemble.
- 3 matchs inconnus en coupe en 2004-05